# Delta Amacuro

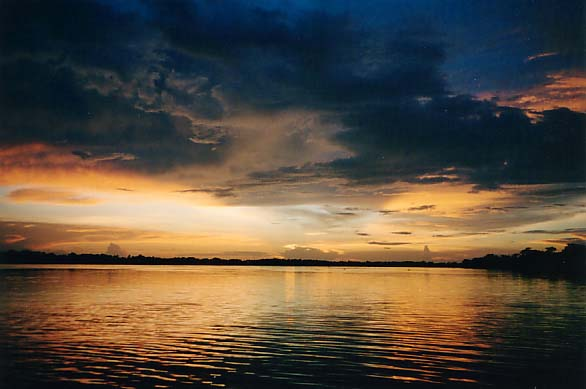
Delta râului Orinoco

Statul Delta Amacuro (spaniolă Delta Amacuro) este unul dintre cele 23 de state (spaniolă estados) din care este formată  Venezuela. Statul Delta Amacuro se află în delta fluviului Orinoco.
Statul are o suprafață de aproximativ 40.200 km² și o populație estimată la 152.700 în 2007.
Limitele geografice ale statului Delta Amacuro:
- la nord: Golful Paria și Oceanul Atlantic
- la sud: statul Bolívar
- la est: Oceanul Atlantic și Guyana
- la vest: statul Monagas

## Subdiviziuni administrative ale statului
Statul este compus din 4 județe (municipios) și 22 districte administrative.
| Județ        | Reședință de județ | Suprafața km² | Populația 2001 | Localizare |
| ------------ | ------------------ | ------------- | -------------- | ---------- |
| Antonio Díaz | Curiapo            | 22.746,49     | 19.308         |            |
| Casacoima    | Sierra Imataca     | 2.920,69      | 29.200         |            |
| Pedernales   | Pedernales         | 3.537         | 6.990          |            |
| Tucupita     | Tucupita           | 10.996        | 72.856         |            |